# Desafio das Superfícies
O Desafio das Superfícies foi um confronto entre 2 equipes, uma formada por ex-craques do futsal, e a outra por ex-craques do futebol de campo, realizado nos dias 8 e 9 de setembro de 2012 no Complexo Esportivo e de Lazer Prefeito Georges Leonardos (Complexo Esportivo da Ilha São João), na cidade de Volta Redonda.
O objetivo do Desafio, de acordo com os organizadores, foi a de ajudar a apimentar uma velha discussão que acompanha os amantes do futebol e futsal, modalidade que reúne os atletas mais habilidosos. Para tirar a dúvida, os jogadores se enfrentaram na quadra e no campo.
O "torneio", realizado nos dias 8 e 9 de setembro de 2012, consistiu na realização de duas partidas, uma em cada modalidade. No sábado, dia 8, os times se enfrentaram em um jogo de futsal, enquanto que, no domingo (9), os craques duelaram num campo reduzido de grama sintética.

## Resultado
Jogo 1 (quadra) - Craques Futsal 8 x 3 Craques Campo

Jogo 2 (campo grama sintética) - Craques Futsal 5 x 3 Craques Campo

## Ver Também
- Batalha das Superfícies